# 渡通津町
渡通津町（わつづちょう）は、愛知県岡崎市の町名である。丁番を持たない単独町名であり、13の小字が設置されている。
岡崎市内の町名では五十音順で最も遅い町名に当たる。

## 地理
岡崎市の北西部に位置する。

### 河川
- 冨川

### 小字
| - 字赤ミノ（あかみの） - 字貝ノ久後（かいのくご） - 字五反田（ごたんだ） - 字トウモ（とうも） - 字トンビ（とんび） | - 字中田（なかだ） - 字西久後（にしくご） - 字日影田（ひかげだ） - 字東久後（ひがしくご） | - 字平田（へいだ） - 字丸塚（まるづか） - 字道下（みちした） - 字向中田（むこうなかだ） |

## 小・中学校の学区
市立小・中学校に通う場合、学区は以下の通りとなる。
| 番・番地等 | 小学校             | 中学校               |
| ---------- | ------------------ | -------------------- |
| 全域       | 岡崎市立奥殿小学校 | 岡崎市立新香山中学校 |

## 歴史
額田郡渡通津村を前身とする。
1889年に奥殿村、桑原村、川向村、宮石村、渡通津村、日影村が合併し、奥殿村となる。同日、渡通津村廃止。
1928年から岩津町となる。1955年岩津町が岡崎市に編入され、岡崎市渡通津町となった。

## 施設
- 正八幡宮

## その他

### 日本郵便
- 郵便番号 : 444-2103[3]（集配局：岩津郵便局[6]）。

## 参考資料
- 「角川日本地名大辞典」編纂委員会 編『角川日本地名大辞典 23 愛知県』角川書店、1989年3月8日。ISBN 4-04-001230-5。
- 有限会社平凡社地方資料センター 編『日本歴史地名体系第23巻 愛知県の地名』平凡社、1981年。ISBN 4-582-49023-9。